# Röckersbühl
Röckersbühl ist ein Gemeindeteil der Gemeinde Berngau im Landkreis Neumarkt in der Oberpfalz in Bayern.

## Geografie

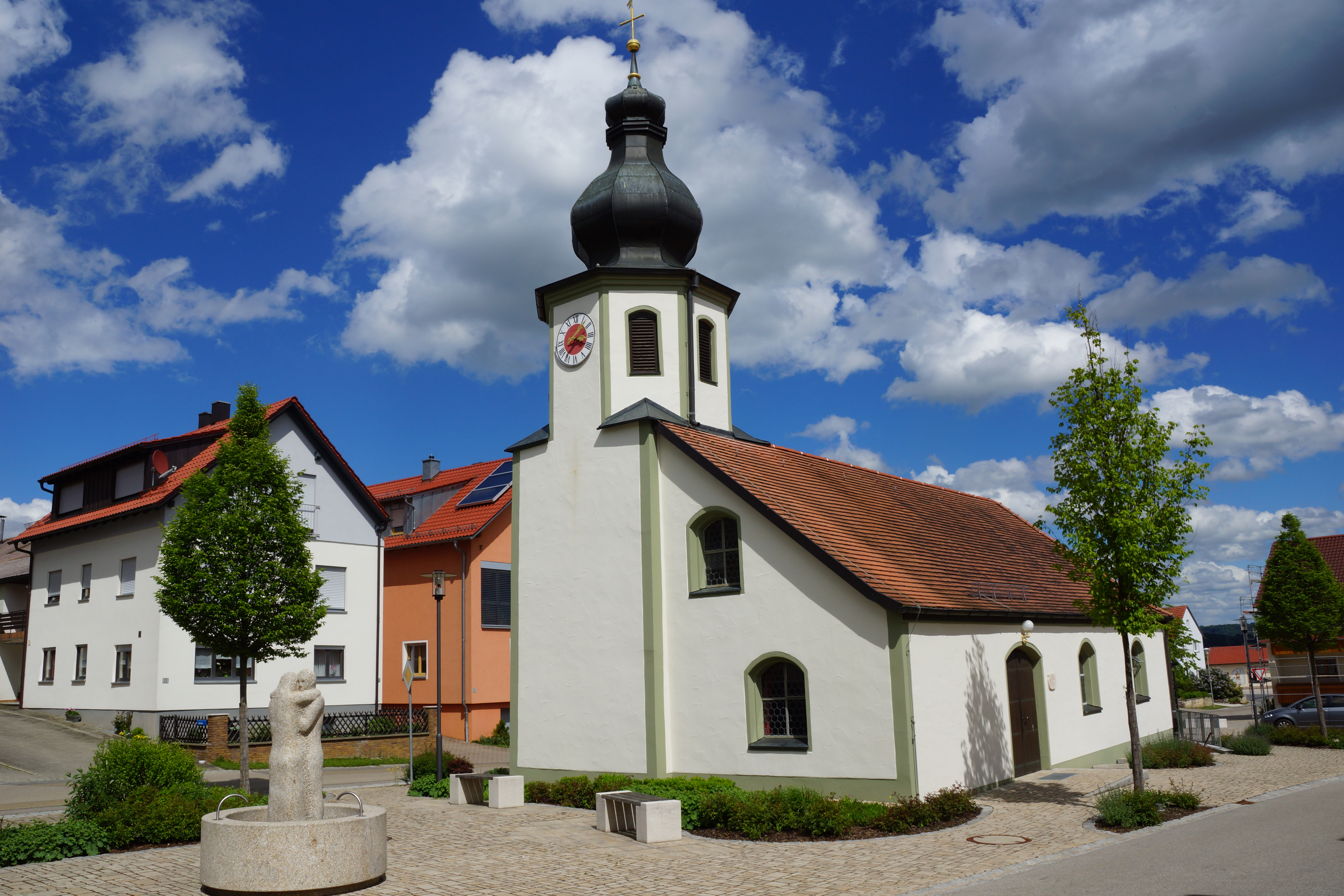
Der Ortskern mit Kirche

Das Kirchdorf liegt ca. 2 km südwestlich von Berngau. Etwas südlich in der Flur entspringt  der Frauengraben, ein Quellbach der Sulz. Die Staatsstraße 2238 von Freystadt nach Neumarkt berührt den Ort im Norden.

## Geschichte
Das bayerische Urkataster zeigt Röckersbühl in den 1810er Jahren als ein Kirchangerdorf mit mehreren Dutzend Herdstellen. Die Wirtschaftsflächen der einzelnen Höfe waren allerdings teils eher kärglich, wohl durch Erbfolge stark zersiedelt.
Vor der Gemeindegebietsreform war Röckersbühl eine selbständige Gemeinde mit 1083 ha Fläche, bestehend aus den Orten Röckersbühl, Dippenricht, Mittelricht, Neuricht und Wolfsricht. Am 1. Januar 1972 erfolgte die freiwillige Zusammenlegung mit der Gemeinde Berngau. Letzter Bürgermeister von Röckersbühl war Josef Blank.

## Baudenkmäler
- Katholische Filialkirche zur Heiligen Dreifaltigkeit